# Superintendência de Fomento ao Turismo do Estado da Bahia
A Superintendência de Fomento ao Turismo do Estado da Bahia (SUFOTUR), antiga Empresa de Turismo da Bahia S.A. (Bahiatursa) é uma superintendência estadual do governo da Bahia. Sua subordinação atual está a cargo da Secretaria de Turismo do Estado da Bahia (SETUR). Seu principal enfoque é gerenciar e executar a Política de Fomento e Desenvolvimento do Turismo, bem como a promoção de eventos turísticos, no âmbito estadual.
Sua criação partiu do conceito como uma das ações típicas do Governo Militar, de institucionalização da atividade turística, nos governos estaduais do Nordeste, sob a forma de empresas públicas de promoção da atividade.

## História
A constituição da Bahiatursa (atual SUFOTUR) se deu a partir de Assembleia Geral realizada em 14 de novembro de 1968 no governo de Luiz Viana Filho. Primeiramente ficou subordinada à Secretaria dos Assuntos Municipais e Serviços Urbanos (extinto), em 1971 passou a integrar a Secretaria da Indústria e Comércio, algum tempo depois denominada Indústria, Comércio e Turismo. Em 1995, já integrava a Secretaria da Cultura e Turismo (atual Secretaria de Cultura do Estado da Bahia).

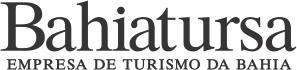
Logo da Bahiatursa quando era sociedade de economia mista.

Em função da criação da empresa, o governo tratou o turismo como uma de suas prioridades, criando as grandes políticas, estratégias e programas para a alavancagem do turismo no estado. Nessa época, as políticas setoriais da atividade, até então estava restrita ao âmbito de Salvador. Ocorreu então a elaboração do Plano de Turismo do Recôncavo, como uma forma de descentralização, marco para o planejamento da atividade no estado, e incentivo fiscal para a construção de grandes hotéis no ano de 1970.
Em 2015, com a reestruturação da administração estadual efetuado pelo governador Rui Costa, foi alterado a estrutura operacional da empresa. A lei n.º 13204 de 2014 criou a superintendência, órgão da administração pública direta e extinguiu a sociedade de economia mista.